# Pontoetoe
Pontoetoe was een dorp in Suriname. Pontoetoe ligt in het district Sipaliwini aan de Paloemeu (soms ook geschreven: Palumeu). Het kleine Vincent Fayks Airstrip ligt niet ver van het dorp af. Het werd bewoond door inheemse Wayana volk.
Op 8 november 1904 werd Pontoetoe bezocht door de Tapanahony-expeditie. In 1940 werd tijdens de verkenningsvlucht over de binnenlanden gemeld dat het dorp reeds verlaten was.
Agaigoni · Ajokojokondre · Akani Pata · Aloepi 1 & 2 · Alopi · Antino · Antonio do Brinco · Apetina · Benzdorp · Cottica · Draai · Drietabbetje · Gakaba · Godo-olo · Godoro · Granbori · Herminadorp ·
Kampoe · Kawemhakan · Koemakapan · Kontina · Lensidede · Maboga · Manlobi · Moitaki · Monpoesoe ·
Paloemeu · Peleloe Tepoe · Peruano · Poeketi · Poeloegoedoe · Sajé · Tjon Tjon · Tutu Kampu · Wehejok